# Lars Büchel
Lars Büchel (* 7. Juli 1966 in Eutin, Schleswig-Holstein) ist ein deutscher Autor, Filmproduzent und Regisseur. Er ist zudem seit Januar 2010 Professor für Spielfilmregie an der Kunsthochschule für Medien Köln.

## Leben und Wirken
Nach Studien in Theaterwissenschaften und Philosophie in Berlin war Lars Büchel an der Kunsthochschule für Medien Köln unter anderem Schüler von Dominik Graf, Horst Königstein und Alfred Biolek. Sein erster Langfilm 4 Geschichten über 5 Tote (1997) war für den Max-Ophüls-Preis nominiert. Der von Til Schweiger mitproduzierte Film Jetzt oder nie war mit über 1,2 Millionen Zuschauern Büchels bislang größter Publikumserfolg. Die drei weiblichen Hauptdarsteller Gudrun Okras, Christel Peters und Elisabeth Scherer bekamen für ihre Rollen den Ernst-Lubitsch-Preis des Verbandes der Berliner Filmjournalisten für die beste deutsche Filmkomödie des Jahres 2000. Im gleichen Jahr wurde der Film mit der Lüdia, dem Filmpreis der Stadt Lünen ausgezeichnet.
Lars Büchels nächster Film Erbsen auf halb 6 wurde 2004 beim Deutschen Filmpreis für die Filmmusik ausgezeichnet sowie im selben Jahr mit dem Hörfilmpreis versehen. Anfang 2005 hat Lars Büchel zusammen mit Filmproduzent Bernd T. Hoefflin die Produktionsfirma element e filmproduktion gegründet. Der Episodenfilm Nichts weiter als lief in der Perspektive Deutsches Kino auf den 56. Internationalen Filmfestspielen Berlin. Der Film Paulas Geheimnis gewann beim Kinderfilmfestival Lucas in Frankfurt am 30. September 2006 den Hauptpreis LUCAS. Der von Lars Büchel produzierte Spielfilm Bis zum Ellenbogen startete in den deutschen Kinos am 1. November 2007. Im Frühjahr 2008 drehte Büchel den Film Lippels Traum in Marokko und Passau. Der Film feierte seine Premiere als Eröffnungsfilm auf der Berlinale 2009 und lief am 8. Oktober 2009 in den deutschen Kinos an.

## Filmografie (Auswahl)
- 1990: Iglu der Kapitän
- 1992: Fritz und Erna, ein Liebesfilm (Fernsehdokumentation)
- 1994: Triumph des Spiels
- 1997: 4 Geschichten über 5 Tote (Drehbuch, Regie und Produktion)
- 2000: Jetzt oder nie – Zeit ist Geld (Drehbuch und Regie)
- 2004: Erbsen auf halb 6 (Drehbuch und Regie)
- 2006: Nichts weiter als (Regie und Produktion)
- 2006: Paulas Geheimnis (Produktion)
- 2007: Bis zum Ellenbogen (Produktion)
- 2010: Yukhyeolpo kangdodan (Drehbuch)
- 2009: Lippels Traum (Regie und Co-Produktion)
- 2011: Die Räuberin (Produktion)
- 2015: Simon sagt auf Wiedersehen zu seiner Vorhaut (Produktion)
- 2016: Schubert in Love (Produktion)
- 2022: Beule – Zerlegt die Welt (Produktion)

## Auszeichnungen
- 1998: Nominierung für den Max-Ophüls-Preis für 4 Geschichten über 5 Tote
- 1998: Kunstpreis des Landes Schleswig-Holstein (Förderpreis)
- 2000: Gewinner des Filmpreises Lüdia beim Kinofest Lünen für Jetzt oder nie – Zeit ist Geld
- 2009: Gewinner des zweiten Platzes beim Chicago International Children's Film Festival für Lippels Traum
- 2010: Nominierung für den Deutschen Filmpreis Lola in der Kategorie Bester Kinder und Jugendfilm für Lippels Traum

## Trivia
- Seine Schwester ist die Schauspielerin Imke Büchel